# Kanton Contes
Contes is een kanton van het Franse departement Alpes-Maritimes. Het kanton maakt deel uit van het arrondissement Nice.

## Gemeenten
Het kanton Contes omvatte tot 2014 de volgende 7 gemeenten:
- Bendejun
- Berre-les-Alpes
- Cantaron
- Châteauneuf-Villevieille
- Coaraze
- Contes (hoofdplaats)
- Drap

Bij de herindeling van de kantons door het decreet van 24 februari 2014, met uitwerking op 22 maart 2015, werden daar de volgende 13 gemeenten aan toegevoegd:
- Blausasc
- Breil-sur-Roya
- La Brigue
- L'Escarène
- Fontan
- Lucéram
- Moulinet
- Peille
- Peillon
- Saorge
- Sospel
- Touët-de-l'Escarène
- Tende